# Tidsskriftcentret.dk
Tidsskriftcentret.dk – Progressivt Online Bibliotek er dannet i 1968 som et politisk bibliotek for alternative tidsskrifter. 
Fra starten omfattede samlingen «alle periodiske danske publikationer .. som udgives af eller omhandler det politiske spektrum fra Socialdemokratiets venstre fløj og til venstre herfor», suppleret med udenlandske blade, der belyste den socialistiske bevægelse og de nationale befrielsesbevægelser.
 Indtil år 2000 var Tidsskriftcentret et fysisk bibliotek med læsesal og udlånssamling af tidsskrifter. Fra 2001 blev det, markeret med navnetillægget .dk, et online-bibliotek.
Tidsskriftcentret.dk's online-opgave er at indsamle link og formidle viden, erfaringer og diskussioner bredt fra venstrefløjen, fra sociale bevægelser og fra progressive grupper – både i Danmark og internationalt.
Udgangspunktet for arbejdet er materiale fra progressive, alternative og politisk venstreorienterede tidsskrifter.
 
Arbejdet for Tidsskriftcentret.dk foregår i flere sektioner: 
- en historisk tidslinje for begivenheder, personer og mærkedage, der har betydning for den politiske venstrefløj,
- en samling en række online emnelister/'linkboxe', som er linksamlinger/webliografier om personer eller emner, der har historisk eller aktuel politisk bredere interesse.

Tidsskriftcentret.dk fik indtil 2002 støtte fra Tipsmidlerne, men har siden været uden økonomisk støtte udefra.

Fra 1. maj 2007 er Tidsskriftcentret.dk indgået som en sektion i Modkraft.dk : Progressiv portal, som Modkraft Biblioteket - progressive online library.
Fra 1. juni 2017 fortsatte Tidsskriftcentret kun online som Socialistisk Bibliotek - Progressive Online Library.www.socbib.dk En lille gruppe af frivillige bibliotekarer drivet som et  politisk site, bestemt af redaktionens holdninger, men er ikke et talerør for én bestemt tendens på venstrefløjen. 
Udgangspunktet for arbejdet er materiale fra progressive, alternative og politiske sites og tidsskrifter. 

## Ekstern henvisning
- Modkraft Biblioteket Tidsskriftcentrets (nu Bibliotekets) side på Modkraft – progressiv portal.
- Tidsskriftcentret Artikel om centret på Leksikon for det 21. århundrede. Socialistisk Bibliotek - Progressive Online Library www.socbib.dk